# Gregorian
Gregorian ist eine Band, die Werke der Pop- und Rockmusik im Gesangsstil des gregorianischen Chorals der mittelalterlichen Mönche singt. Obwohl die Idee zur Band in Deutschland geboren wurde, stammen die meisten männlichen Sänger der aktuellen Besetzung aus Großbritannien.

## Werdegang
Der Hamburger Musikproduzent Frank Peterson kam Anfang der 1990er Jahre auf die Idee, konventionelle gregorianische Musik mit moderner Unterhaltungsmusik zu mischen, und gründete mit Michael Cretu das Projekt Enigma. Unter dem Namen Gregorian produzierte er nach dem Erfolg des ersten Enigma-Albums ein eigenes Album namens Sadisfaction.
Ende der 1990er Jahre griff er diese Idee erneut auf und beauftragte sein Produzententeam Michael Soltau, Jan-Eric Kohrs und Carsten Heusmann, aktuelle Stücke der Popmusik von klassisch ausgebildeten englischen Sängern nachsingen zu lassen. Der Gesangsstil entspricht dem des gregorianischen Chorals, von dem der Gruppenname abgeleitet ist. Die aus zwölf Sängern bestehende Gruppe leitete damit einen neuen Klassik/Pop-Crossover-Musikstil ein, der als Gregorianik-Pop oder Wellness-Sound bezeichnet wird. Artverwandt ist auch der Bereich des Ambient oder Chill-Out.
1999 erschien erstmals das Album Masters of Chant bei der Plattenfirma edel music und wurde ein internationaler Erfolg. Die nächsten Alben folgten im Jahresabstand. Bis zum Album Masters of Chant IV blieb der Stil der Gruppe gleich, erst mit dem Album The Dark Side, welches im November 2004 veröffentlicht wurde, entwickelte sich der Stil der Gruppe mehr zur Rockmusik. 2006 erschienen die Werke Chapter V und The Christmas Chants. Letzteres bestand ausschließlich aus volkstümlichen, aber auch von bekannten Rock- und Popstars gesungenen und geschriebenen Weihnachtsliedern. Am 30. März 2007 erschien außerdem die DVD Live in Castle Kreuzenstein. 2007 erschien das Projekt Chants & Mysteries sowie Masters of Chant Chapter VI. Das Folgewerk, Chapter VII, erschien am 25. September 2009. Im Dezember 2009 beging die Band ihr zehnjähriges Bestehen mit einer Welttournee 2009/2010, die im Herbst 2010 fortgeführt wurde.

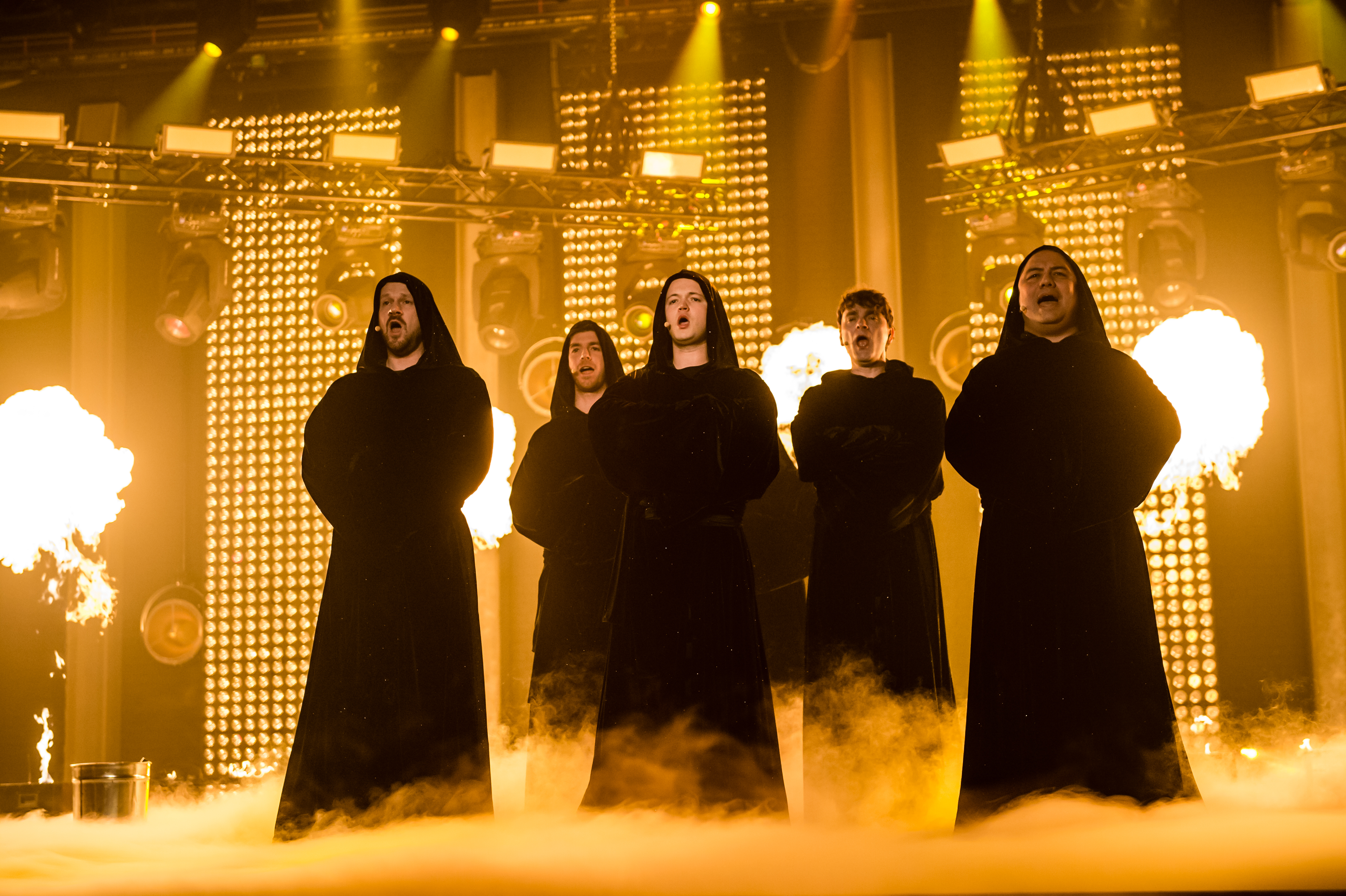
Gregorian beim deutschen Vorentscheid des Eurovision Song Contest 2016

Obwohl selten in den Top Ten vertreten, ist Gregorian dennoch einem Millionenpublikum bekannt. Die Alben werden konstant über längere Zeiträume hinweg verkauft und können sich bis zu sechs Monate in den Top 100 halten. Am 5. November 2010 erschien das Album The Dark Side of the Chant und im Folgejahr am 29. September 2011 das Album Masters of Chant Chapter VIII. Am 14. September 2012 erschien das Album Epic Chants, auf dem die Band erstmals Songs aus bekannten Kinofilmen interpretiert. Auf der CD-Aufnahme wirkt die russische Sängerin Eva Mali mit.
Am 6. November 2015 erschien mit Masters of Chant: The Final Chapter das vorerst letzte Album, da die Gruppe sich auf unbestimmte Zeit zurückziehen wollte. Sie war daher in mehreren europäischen Ländern mit der Masters of Chant: The Final Chapter Tournee 2016 auf Abschiedstournee, die 2017 fortgesetzt wurde. Während der Final Chapter Tour wurde das komplette Konzert in Berlin gefilmt und erschien am 23. September 2016 als limitierte Blu-ray und DVD sowie auf CD.
Am 25. Februar 2016 nahm die Band am deutschen Vorentscheid des Eurovision Song Contest 2016 mit dem Lied Masters Of Chant teil.
Am 24. Dezember 2017 erschien mit Holy Chants ein neues Album, 2021 folgte Pure Chants. Im November 2022 folgte das Album Pure Chants 2, gefolgt von einer Live-Tour im Jahr 2023. Im November 2024 erschien das Album 25/2025, gefolgt von einer Live-Tour durch Deutschland und verschiedene europäische Länder, die im Januar 2025 beginnt.

## Songauswahl
In einem Interview gibt Peterson an, die Stücke so auszuwählen, dass sie auch in einem beschränkten Tonraum funktionieren. Ab dem zweiten Masters-of-Chant-Album sind auch wieder Eigenkompositionen wie Moment of Peace oder Make Us One (nur auf der Limited Edition von Chapter II) zu hören. Weitere Eigenkompositionen der folgenden Alben waren:
- Before the Dawn, Out of the Cold (Masters Of Chant Chapter III)
- The Gift, The End of Days (nur auf der Limited Edition Masters Of Chant Chapter IV zu erhalten)
- Unbeliever, Gregorian Anthem (The Dark Side)
- The Forest (Masters of Chant, Chapter V)
- Footsteps in the Snow (Christmas Chants)
- The Circle und The Time Has Come (Masters of Chant VI)
- It Will Be Forgiven (Masters Of Chant VII)
- My Heart Is Burning, Dark Side, Black Wings, Dark Angel (The Dark Side of the Chant)
- World Without End (Epic Chants)

## Diskografie

### Alben
| Jahr | Titel                                       | Höchstplatzierung, Gesamtwochen, AuszeichnungChartplatzierungen (Jahr, Titel, Platzierungen, Wochen, Auszeichnungen, Anmerkungen) | Höchstplatzierung, Gesamtwochen, AuszeichnungChartplatzierungen (Jahr, Titel, Platzierungen, Wochen, Auszeichnungen, Anmerkungen) | Höchstplatzierung, Gesamtwochen, AuszeichnungChartplatzierungen (Jahr, Titel, Platzierungen, Wochen, Auszeichnungen, Anmerkungen) | Anmerkungen                              |
| Jahr | Titel                                       | DE | AT | CH | Anmerkungen                              |
| ---- | ------------------------------------------- | --- | --- | --- | ---------------------------------------- |
| 1991 | Sadisfaction                                | — | — | — | Erstveröffentlichung: 10. November 1991  |
| 1999 | Masters of Chant                            | DE38 Gold · (29 Wo.)DE | — | CH39 (7 Wo.)CH | Erstveröffentlichung: 6. Dezember 1999   |
| 2001 | Masters of Chant Chapter II                 | DE6 Gold · (28 Wo.)DE | AT18 (14 Wo.)AT | CH20 (11 Wo.)CH | Erstveröffentlichung: 12. Oktober 2001   |
| 2002 | Masters of Chant Chapter III                | DE13 (16 Wo.)DE | AT18 (8 Wo.)AT | CH16 (13 Wo.)CH | Erstveröffentlichung: 7. Oktober 2002    |
| 2003 | Masters of Chant Chapter IV                 | DE28 (11 Wo.)DE | AT42 (5 Wo.)AT | CH22 (10 Wo.)CH | Erstveröffentlichung: 6. Oktober 2003    |
| 2004 | The Dark Side                               | DE16 (12 Wo.)DE | AT30 (5 Wo.)AT | CH35 (7 Wo.)CH | Erstveröffentlichung: 15. November 2004  |
| 2005 | The Masterpieces (Best-Of)                  | DE41 (3 Wo.)DE | AT57 (3 Wo.)AT | CH53 (5 Wo.)CH | Erstveröffentlichung: 30. September 2005 |
| 2006 | Masters of Chant Chapter V                  | DE19 (6 Wo.)DE | AT51 (3 Wo.)AT | CH26 (6 Wo.)CH | Erstveröffentlichung: 31. März 2016      |
| 2006 | Christmas Chants                            | DE27 (6 Wo.)DE | AT53 (3 Wo.)AT | CH35 (6 Wo.)CH |                                          |
| 2007 | Masters of Chant Chapter VI                 | DE43 (3 Wo.)DE | AT67 (1 Wo.)AT | CH44 (4 Wo.)CH | Erstveröffentlichung: 28. September 2007 |
| 2008 | Masters of Chant (US-Edition)               | — | — | — |                                          |
| 2008 | Christmas Chants & Visions                  | DE71 Gold · (4 Wo.)DE | AT35 (4 Wo.)AT | CH48 (4 Wo.)CH |                                          |
| 2009 | Masters of Chant Chapter VII                | DE46 (3 Wo.)DE | AT65 (1 Wo.)AT | CH47 (4 Wo.)CH | Erstveröffentlichung: 25. September 2009 |
| 2010 | The Dark Side of the Chant                  | DE7 (13 Wo.)DE | AT11 (16 Wo.)AT | CH20 (14 Wo.)CH | Erstveröffentlichung: 5. November 2010   |
| 2010 | Christmas Chants — Live in Berlin           | DE91 (2 Wo.)DE | AT74 (1 Wo.)AT | — |                                          |
| 2011 | Best of 1990–2010                           | DE29 Gold · (7 Wo.)DE | AT44 (5 Wo.)AT | CH51 (4 Wo.)CH | Erstveröffentlichung: 28. Januar 2011    |
| 2011 | Masters of Chant Chapter 8                  | DE11 Gold · (18 Wo.)DE | AT18 (8 Wo.)AT | CH16 (17 Wo.)CH | Erstveröffentlichung: 30. September 2011 |
| 2012 | Epic Chants                                 | DE9 (19 Wo.)DE | AT17 (5 Wo.)AT | CH31 (6 Wo.)CH | Erstveröffentlichung: 14. September 2012 |
| 2013 | Masters of Chant Chapter 9                  | DE14 (13 Wo.)DE | AT16 (4 Wo.)AT | CH29 (8 Wo.)CH | Erstveröffentlichung: 13. September 2013 |
| 2014 | Winter Chants                               | DE6 (8 Wo.)DE | AT12 (5 Wo.)AT | CH50 (7 Wo.)CH | Erstveröffentlichung: 31. Oktober 2014   |
| 2015 | Masters of Chant: The Final Chapter         | DE8 (11 Wo.)DE | AT54 (2 Wo.)AT | CH25 (5 Wo.)CH | Erstveröffentlichung: 19. Februar 2015   |
| 2016 | Live! Masters Of Chant — Final Chapter Tour | DE15 (2 Wo.)DE | — | — | Erstveröffentlichung: 23. September 2016 |
| 2017 | Masters of Chant — The Platinum Collection  | DE65 (2 Wo.)DE | — | CH82 (1 Wo.)CH | Erstveröffentlichung: 3. November 2017   |
| 2017 | Holy Chants                                 | DE83 (2 Wo.)DE | — | — | Erstveröffentlichung: 24. November 2017  |
| 2019 | 20/2020                                     | DE21 (7 Wo.)DE | AT66 (1 Wo.)AT | CH55 (5 Wo.)CH | Erstveröffentlichung: 22. November 2019  |
| 2021 | Pure Chants                                 | DE24 (3 Wo.)DE | — | — | Erstveröffentlichung: 17. Dezember 2021  |
| 2024 | 25/2025                                     | DE9 (8 Wo.)DE | AT43 (1 Wo.)AT | — | Erstveröffentlichung: 15. November 2024  |

### Singles
| Jahr | Titel Album                                 | Höchstplatzierung, Gesamtwochen, AuszeichnungChartplatzierungen (Jahr, Titel, Album, Platzierungen, Wochen, Auszeichnungen, Anmerkungen) | Höchstplatzierung, Gesamtwochen, AuszeichnungChartplatzierungen (Jahr, Titel, Album, Platzierungen, Wochen, Auszeichnungen, Anmerkungen) | Höchstplatzierung, Gesamtwochen, AuszeichnungChartplatzierungen (Jahr, Titel, Album, Platzierungen, Wochen, Auszeichnungen, Anmerkungen) | Anmerkungen                            |
| Jahr | Titel Album                                 | DE | AT | CH | Anmerkungen                            |
| ---- | ------------------------------------------- | --- | --- | --- | -------------------------------------- |
| 1991 | So Sad Sadisfaction                         | — | — | CH17 (4 Wo.)CH |                                        |
| 2001 | Moment of Peace Masters of Chant Chapter II | DE87 (4 Wo.)DE | — | — | Erstveröffentlichung: 12. Oktober 2001 |

Weitere Singles
- 1991: Once in a Lifetime
- 1999: Masters of Chant
- 1999: Losing My Religion
- 2000: Still Haven’t Found What You’re Looking For?
- 2000: I Still Haven’t Found What I’m Looking For
- 2001: Masters of Chant — Voyage Voyage
- 2001: Voyage Voyage (Frankreich)
- 2002: Masters of Chant Chapter III — Voyage Voyage
- 2003: Join Me
- 2003: The Gift~Angels
- 2004: Where the Wild Roses Grow
- 2004: Engel
- 2004: The Dark Side
- 2006: Boulevard of Broken Dreams
- 2006: The Unforgiven
- 2010: O Fortuna
- 2012: World Without End
- 2013: Gloria

## Videoalben

### VHS
- 2001: Masters of Chant in Santiago de Compostela
- 2001: Masters of Chant Moments of Peace in Ireland

### DVDs
- 2002: Masters of Chant Chapter III
- 2003: Gold Edition (Best-of-DVD)
- 2005: The Masterpieces (Live-DVD & Best-of-Studio-CD)
- 2007: Live at Kreuzenstein Castle
- 2008: Christmas Chants & Visions – Live in Berlin (Live-DVD & Studio-CD)
- 2010: Christmas Chants & Visions – Live in Berlin Deluxe Edition (Live-DVD & Live-CD & Studio-CD + 2 Bonustracks)
- 2010: Christmas Chants & Visions – Live In Berlin (nur Live-DVD)
- 2011: Masters of Chants VIII + Live in Chemnitz 2011 The Dark Side of the Chant Tour – Limited Edition (Studio-CD + Live-DVD)
- 2012: Epic Chants + Live in Zagreb – Limited Edition (Studio-CD + Dark Side of the Chant Tour Live DVD)
- 2013: Epic Chants Tour 2013 "Live In Belgrade" – Deluxe Edition (CD & DVD)
- 2016: Final Chapter Tour LIVE! (DVD & CDs)
- 2024: Pure Chants live in Prague

### Blu-rays
- 2011: Video Anthology Volume 1 (enthält die ersten 3 Videos auf einer Disc in SD)
- 2016: LIVE! Masters Of Chant – Final Chapter Tour (Limited Fan Edition inklusive 4 zusätzlichen Musik-Videos und dem kompletten Konzert auf Doppel-CD)
- 2021: Pure Chants (Audio only – Video: Audio only along to moving Background pics and live clips). Soundformats: Dolby Atmos, DTS 5.1, PCM-Stereo

## Auszeichnungen für Musikverkäufe
| Silberne Schallplatte - Europa (Impala) - 2010: für das Album Christmas Chants & Visions - 2010: für das Album Masters of Chant Chapter VII - 2011: für das Album Best of 1990–2010 Goldene Schallplatte - Australien - 2003: für das Album Masters of Chant - Belgien - 2000: für das Album Masters of Chant - 2001: für das Album Masters of Chant Chapter II - Finnland - 2000: für das Album Masters of Chant - 2002: für das Album Masters of Chant Chapter III - Frankreich - 2002: für das Album Masters of Chant Chapter II - Neuseeland - 2001: für das Album Masters of Chant - Polen - 2000: für das Album Masters of Chant - Ungarn - 2000: für das Album Masters of Chant - 2002: für das Album Masters of Chant Chapter II | Platin-Schallplatte - Finnland - 2001: für das Album Masters of Chant Chapter II |

Anmerkung: Auszeichnungen in Ländern aus den Charttabellen bzw. Chartboxen sind in ebendiesen zu finden.
| Land/RegionAuszeichnungen für Musikverkäufe (Land/Region, Auszeichnungen, Verkäufe, Quellen) | Silber     | Gold       | Platin  | Verkäufe | Quellen                   |
| -------------------------------------------------------------------------------------------- | ---------- | ---------- | ------- | -------- | ------------------------- |
| Australien (ARIA)                                                                            | —          | Gold1      | —       | 35.000   | aria.com.au               |
| Belgien (BRMA)                                                                               | —          | 2× Gold2   | —       | 50.000   | ultratop.be               |
| Deutschland (BVMI)                                                                           | —          | 5× Gold5   | —       | 600.000  | musikindustrie.de         |
| Europa (Impala)                                                                              | 3× Silber3 | —          | —       | (80.000) | Einzelnachweise           |
| Finnland (IFPI)                                                                              | —          | 2× Gold2   | Platin1 | 98.502   | ifpi.fi                   |
| Frankreich (SNEP)                                                                            | —          | Gold1      | —       | 100.000  | infodisc.fr               |
| Neuseeland (RMNZ)                                                                            | —          | Gold1      | —       | 7.500    | aotearoamusiccharts.co.nz |
| Polen (ZPAV)                                                                                 | —          | Gold1      | —       | 50.000   | olis.pl                   |
| Ungarn (MAHASZ)                                                                              | —          | 2× Gold2   | —       | 50.000   | slagerlistak.hu           |
| Insgesamt                                                                                    | 3× Silber3 | 15× Gold15 | Platin1 |          |                           |

## Auszeichnungen
- 2002: Gewinner des Amadeus Austrian Music Award in der Kategorie Crossover mit dem Album Masters of Chant Chapter II